# 11 الذؤابة b
11 الذؤابة b هو كوكب غير شمسي (خارج المجموعة الشمسية) يدور حول النجم 11 الذؤابة ويقع على مسافة تقدر بنحو 360.79 سنة ضوئية من الأرض في كوكبة الذؤابة. 11 الذؤابة b كوكب ضخم كتلتة تعادل نحو 19.4 كتلة المشتري ويدور حول النجم الأم على مسافة متوسطة قدرها 1.29 وحدة فلكية. اكتشف الكوكب في عام 2007 بواسطة ليو، Y. -J. بطريقة قياس السرعة الشعاعية للنجم.